# Ано Педина
Ано Педина̀ или Ано Судена̀ (на гръцки: Άνω Πεδινά, до 1929 година Άνω Κάμπος, Ано Камбос, до 1928 година Άνω Σουδενά, Ано Судена) е село в Северозападна Гърция, дем Загори, област Епир. Според преброяването от 2001 година населението му е 202 души. Старото име на селото Судена, произлиза от българското Студена.

## Личности
Родени в Ано Педина
- Лазар Зограф, гръцки зограф[4]
- Неофитос Дукас (1760 – 1845), виден гръцки просветен деец от възраждането